# فیل هندی
فیل هندی (نام علمی: Elephas maximus indicus) نام یک زیرگونه از گونه فیل آسیایی است.